# راشيل هيل
راشيل مورغان هيل (من مواليد 17 أبريل 1995) هي لاعبة كرة قدم أمريكية محترفة تلعب كمهاجم لفريق باي إف سي التابع الدوري الوطني لكرة القدم للسيدات (NWSL).

## نشأتها
لدى هيل شقيقان، زاك وجيك، ولعبت كرة القدم داخل الصالات معهما في فريق يدربه والدها مايك.